# Steve McQueen (színművész)
Steve McQueen (Beech Grove, Indiana, 1930. március 24. – Ciudad Juárez, Mexikó, 1980. november 7.) amerikai színész, producer.

## Élete
Steve McQueennek nehéz gyermekkora volt: születésekor édesanyja mindössze 19 éves volt, apja pedig a gyermek kétéves korában magára hagyta a családot. A középiskolából is elbocsátották, ezért belépett a haditengerészetbe.
Debütálása a Girl on the Runban volt, de csak szöveg nélküli szerep volt, és a stáblistára sem került fel. Következő filmjében a Valaki odafönt címűben Paul Newman volt a főszereplő, McQueen továbbra sem kapott nagy szerepet, mindössze egy utcagyereket alakított. Ezután több sorozatban kapott szerepet, de itt is csak néhány epizód erejéig. Első komoly moziszerepe a Never Love a Stranger volt. Népszerűségét az 1960-as A hét mesterlövésznek köszönheti, ahol olyan nagy színészekkel dolgozott együtt, mint Charles Bronson, Eli Wallach, James Coburn, Robert Vaughn. 1962-ben Németországba utazott néhány amerikai színésszel azért, hogy elkészítsék A nagy szökést (The Great Escape), ami McQueen legismertebb filmjei közé tartozik. 1963-ban, a Szerelem a megfelelő idegennelben egy zenélésből élő férfit alakít, aki teherbe ejt egy nőt (Natalie Wood), akit alig ismer. Szerepéért megkapta az első Golden Globe-jelölését. Ismét kritikai elismerést kapott, amikor 1967-ben eljátszotta a Homokkavicsok főszerepét. Alakítása Oscar és Golden Globe jelölést hozott.
1968-ban stúdiót alapított, és elkészítette a San Franciscó-i zsarut. Az egyik jelenetben McQueen 160 km/h-val megy San Francisco meredek útjain. A film bemutatóján azonban nem tudott ott lenni, mert beteg anyjával volt együtt, aki agyvérzést kapott. McQueen utolsó két Golden Globe-jelölését 1970-ben a Zsiványok és 1974-ben a Pillangó című filmért kapta.
Steve autóversenyző volt, ezért 1971-ben egy erről szóló filmet akart készíteni. Ez azonban kudarcba fulladt, mert összetörte autóját a versenypályán. Emiatt nemcsak el kellett adnia a stúdióját, hanem első felesége is elhagyta.
1972-ben, A szökés-ben egy szabadlábon lévő bűnözőt alakít, akit azért üldöznek, mert kirabolt egy bankot. Azonban a pénz Rudy Buttlernek (Al Lettieri) is kell. Társával, aki a filmben a feleségét alakította (Ali McGraw), a filmben ismerkedtek meg, és ebben az évben össze is házasodtak.
1974-ben újra Paul Newmannel játszott együtt a Pokoli torony című filmben, amelyben egy tűzoltót alakít, aki a San Franciscó-i Üvegtornyot, a világ legmagasabb felhőkarcolóját próbálja megmenteni csapatával a lángoktól. Később a film második részét is eltervezték, de akkor McQueen már túl beteg volt. A Piszkos Harry c. filmben őt jelölték ki az eredeti főszereplőnek, de ő nem vállalta azzal az indokkal, hogy nem akar még egy zsarus filmben szerepelni. 1961-ben az Álom luxuskivitelben c. filmben is ő lett volna a főszereplő, de ezt sem tudta elvállalni, mert abban az évben a Wanted: Élve vagy halva című sorozatot forgatta, és szerződését nem bonthatta fel.
1980-ban elvette harmadik feleségét. Abban az évben tudta meg, hogy rákos. Utolsó alakítása 1980-ban A vadász című film volt.

### Betegsége és halála
1978-ban McQueen-t szűnni nem akaró köhögés kezdte el gyötörni. Felhagyott a cigarettázással és gyógyszereket kezdett el szedni, mindhiába. Miután egyre nehezebben vett levegőt, „A vadász” című film forgatása után biopsziára ment, ahol megállapították, hogy pleurális mezoteliómában szenved, a tüdőrák egy gyógyíthatatlan formájában, melyet az azbesztnek való kitettség okoz. Pár hónappal később McQueen interjút adott, amelyben elmondta, hogy szerinte is az azbeszt az oka az állapotának. Betegsége okaként kezdetben a filmstúdiók azbesztszigetelését és a versenyzői sisakokban is megtalálható anyag káros hatását vélte felfedezni, majd egyre inkább úgy vélte, hogy amikor a haditengerészetnél volt, egy hajón kellett azbesztszigetelést bontaniuk, és innen ered a betegség.
1980 februárjában több áttétet is találtak az orvosok. Próbálta titokban tartani, de március 11-én a National Enquirer című lap lehozta, hogy halálos rákban szenved. Miután az orvosok nem tudtak semmit tenni, hogy megmentsék az életét, júliusban Mexikóba utazott, ahol William Donald Kelley, közismert sarlatán segítségét kérte. Kelley kezelése kávés beöntésekből, gyakori samponos fürdésekből, bárányokból és tehenekből nyert sejtekből összeállított injekciókoktélból, és amigdalinból állt. Kelleynek korábban csak fogszabályozók beépítésére szólt az orvosi engedélye, de 1976-ban azt is bevonták. McQueen három hónapos kezelése mindazonáltal rá is ráirányította a figyelmet.
McQueen októberben utazott haza, Kelley állítása szerint teljesen egészségesen. Ennek ellentmondott, hogy több áttétje is volt, közülük nem egy tumor hatalmas méretűre nőtt. Október végén álnéven egy Ciudad Juárez-i kórházba feküdt be, hogy eltávolítsanak a májáról egy kétkilós daganatot, és továbbiakat a teste több pontjáról. Az orvosok egyetértettek abban, hogy a műtét túl kockázatos, McQueen mégis vállalta. Ennek a szövődményeibe halt bele november 7-én. Holttestét elhamvasztották és végakaratának megfelelően a Csendes-óceánba szórták.

## Filmjei

### Színészként
| Bemutató  | Cím                                | Magyar cím                                          | Szerep                                   | Magyar hang                              | Rendező                        |
| 1980      | The Hunter                         | A vadász                                            | Ralph „Papa” Thorson                     | Gáti Oszkár                              | Buzz Kulik                     |
| 1980      | Tom Horn                           | Tom Horn                                            | Tom Horn                                 | Ujréti László                            | William Wiard                  |
| 1978      | An Enemy of the People             | A nép ellensége                                     | Dr. Thomas Stockmann                     | Fülöp Zsigmond                           | George Schaefer                |
| 1976      | Dixie Dynamite                     | Dixie Dynamite                                      | motorcross-versenyző (nincs feltüntetve) |                                          | Lee Frost                      |
| 1974      | The Towering Inferno               | Pokoli torony                                       | Michael O’Halloran                       | Oszter Sándor                            | John Guillermin, Irwin Allen   |
| 1973      | Papillon                           | Pillangó                                            | Henri „Pillangó” Charrière               | Gáti Oszkár Rékasi Károly                | Franklin J. Schaffner          |
| 1972      | The Getaway                        | A szökés                                            | Doc McCoy                                | Szakácsi Sándor Epres Attila             | Sam Peckinpah                  |
| 1972      | Junior Bonner                      | Az utolsó kemény harcos                             | Junior „JR” Bonner                       | Mihályi Győző                            | Sam Peckinpah                  |
| 1971      | Le Mans                            | Le Mans                                             | Michael Delaney                          | Barabás Kiss Zoltán Bozsó Péter          | Lee H. Katzin                  |
| 1969      | The Reivers                        | Zsiványok                                           | Boon Hogganbeck                          | Fülöp Zsigmond                           | Mark Rydell                    |
| 1968      | Bullitt                            | San Franciscó-i zsaru / A chicagói tanú             | Frank Bullitt nyomozó                    | Ujréti László Bozsó Péter Laklóth Aladár | Peter Yates                    |
| 1968      | The Thomas Crown Affair            | A Thomas Crown-ügy                                  | Thomas Crown                             | Mécs Károly Forgács Péter                | Norman Jewison                 |
| 1966      | The Sand Pebbles                   | Homokkavicsok                                       | Holman                                   |                                          | Robert Wise                    |
| 1966      | Nevada Smith                       | Nevada Smith                                        | Nevada Smith / Max Sand / Fitch          | Szarvas József Bozsó Péter               | Henry Hathaway                 |
| 1965      | The Cincinnati Kid                 | A Cincinnati Kölyök                                 | a Cincinnati Kölyök                      | Csankó Zoltán                            | Norman Jewison                 |
| 1965      | Baby the Rain Must Fall            |                                                     | Henry Thomas                             |                                          | Robert Mulligan                |
| 1963      | Love with the Proper Stranger      | Szerelem a megfelelő idegennel                      | Rocky Papasano                           | Ernyey Béla                              | Robert Mulligan                |
| 1963      | Soldier in the Rain                |                                                     | Eustic Clay ezredes                      |                                          | Ralph Nelson                   |
| 1963      | The Great Escape                   | A nagy szökés                                       | Virgil Hilts százados                    | Mihályi Győző Viczián Ottó Háda János    | John Sturges                   |
| 1962      | The War Lover                      | A háború szerelmese                                 | Buzz Rickson                             |                                          | Philip Leacock                 |
| 1962      | Hell Is for Heroes                 | Hősök pokla                                         | Reese                                    |                                          | Don Siegel                     |
| 1961      | The Honeymoon Machine              | A nászutasgép                                       | Ferguson „Fergie” Howard                 |                                          | Richard Thorpe                 |
| 1960      | The Magnificent Seven              | A hét mesterlövész                                  | Vin                                      | Fülöp Zsigmond Szerémi Zoltán            | John Sturges                   |
| 1959      | Never So Few                       | Elsöprő túlerő / Sose kevesebbet / Soha olyan kevés | Bill Ringa                               |                                          | John Sturges                   |
| 1959      | The Great St. Louis Bank Robbery   |                                                     | George Fowler                            |                                          | Charles Guggenheim, John Stix  |
| 1958-1961 | Wanted: Dead or Alive (tv-sorozat) | Wanted: Élve vagy halva                             | Josh Randall                             |                                          |                                |
| 1958      | The Blob                           | A massza                                            | Steve Andrews                            |                                          | Irvin S. Yeaworth Jr.          |
| 1958      | Never Love a Stranger              |                                                     | Martin Cabell                            |                                          | Robert Stevens                 |
| 1956      | Somebody Up There Likes Me         | Valaki odafönt                                      | Fidel                                    |                                          | Robert Wise                    |
| 1953      | Girl on the Run                    |                                                     | (nincs feltüntetve)                      |                                          | Arthur J. Beckhard, Joseph Lee |

## Fontosabb díjai és jelölései
- Oscar-díj
  - jelölés: legjobb férfi főszereplő, Homokkavicsok (1967)
- Golden Globe-díj
  - jelölés: legjobb férfi főszereplő (filmdráma), Pillangó (1974)
  - díj: Henrietta-díj (1970)
  - jelölés: legjobb férfi főszereplő (komédia vagy musical), Zsiványok (1970)
  - díj: Henrietta-díj (1967)
  - jelölés: legjobb férfi főszereplő (filmdráma), Homokkavicsok, 1967
  - jelölés: legjobb férfi főszereplő (filmdráma), Szerelem a megfelelő idegennel, 1964
- Hollywood Walk of Fame (1986), (????)[11]

## Fordítás
- Ez a szócikk részben vagy egészben  a   Steve_McQueen című angol Wikipédia-szócikk fordításán alapul.  Az eredeti cikk szerkesztőit annak laptörténete sorolja fel. Ez a jelzés csupán a megfogalmazás eredetét és a szerzői jogokat jelzi, nem szolgál a cikkben szereplő információk forrásmegjelöléseként.